# Kevin Wohlrath
Kevin Eduardo Wohlrath (Berlino, 15 febbraio 1995) è un cestista tedesco.